# Glipostena
Glipostena es un género de coleóptero de la familia Mordellidae.

## Especies
Las especies de este género son:
- Glipostena congoana Ermisch, 1952
- Glipostena dimorpha Franciscolo, 1999
- Glipostena hogsbacki Franciscolo, 1999
- Glipostena medleri Franciscolo, 1999
- Glipostena nemoralis Franciscolo, 1962
- Glipostena nigricans Franciscolo, 2000
- Glipostena pelecotomoidea (Píc, 1911)
- Glipostena sergeli Ermisch, 1942